# Araeomorpha diplopa
Araeomorpha diplopa är en fjärilsart som beskrevs av Oswald Beltram Lower 1903. Araeomorpha diplopa ingår i släktet Araeomorpha och familjen Crambidae. Inga underarter finns listade i Catalogue of Life.